# نادي الاتفاق موسم 2018–19
موسم 2018-19 كان الموسم الـ74 في تاريخه، والموسم الثالث على التوالي في دوري المحترفين. وتنافس النادي في كأس الملك وكأس ولي العهد.
بدأ الموسم من 1 يوليو 2018 إلى 30 يونيو 2019.

## اللاعبون

### تشكيلة الفريق
آخر تحديث 27 سبتمبر 2018.
ملاحظة: تشير الأعلام إلى المنتخب الوطني على النحو المحدد في قواعد الأهلية للفيفا. قد يحمل اللاعبون أكثر من جنسية واحدة غير تابعة للفيفا.
| الرقم | البلد      | المركز | اللاعب                                            |
| ----- | ---------- | ------ | ------------------------------------------------- |
| 6     | السعودية   | وسط    | حامد الغامدي (لاعب كرة قدم سعودي)                 |
| 7     | السعودية   | وسط    | محمد الكويكبي                                     |
| 9     | السعودية   | مهاجم  | هزاع الهزاع                                       |
| 10    | السعودية   | وسط    | حسن الحبيب                                        |
| 11    | السعودية   | وسط    | علي هزازي                                         |
| 12    | السعودية   | مدافع  | Hussein Salem                                     |
| 14    | سلوفاكيا   | وسط    | فيليب كيس                                         |
| 17    | السعودية   | مدافع  | عبد الله الحافظ (مُعارًا من نادي الهلال (السعودية)) |
| 19    | الأرجنتين  | وسط    | كريستيان خوانكا (مُعارًا من نادي أتليتيكو كولون)    |
| 21    | الأوروغواي | مدافع  | رامون أرياس                                       |
| 23    | الأوروغواي | وسط    | برايان أليمان                                     |
| 24    | السعودية   | وسط    | عبد الرحمن العبود                                 |
| 25    | السعودية   | مدافع  | سعيد الربيعي                                      |
| 29    | السعودية   | وسط    | Mohammed Al-Subaie                                |
| 30    | السعودية   | حارس   | عبد الله الصالح                                   |

| الرقم | البلد    | المركز | اللاعب                                                   |
| ----- | -------- | ------ | -------------------------------------------------------- |
| 33    | مصر      | مدافع  | حسين السيد (لاعب كرة قدم) (مُعارًا من النادي الأهلي (مصر)) |
| 34    | السعودية | مدافع  | علي الخيبري                                              |
| 35    | السعودية | حارس   | محمد الحايطي                                             |
| 40    | السعودية | وسط    | إبراهيم محنشي                                            |
| 47    | السعودية | وسط    | Ahmed Al-Dohaim                                          |
| 50    | السعودية | مدافع  | سعد آل خيري                                              |
| 66    | السعودية | وسط    | Abdulaziz Al-Dawsari                                     |
| 70    | السعودية | مدافع  | عمر السنين                                               |
| 72    | السعودية | مدافع  | Khalifah Al-Masrahi                                      |
| 77    | السعودية | مدافع  | أحمد الحبيب                                              |
| 88    | السعودية | وسط    | سعد السلولي                                              |
| 90    | تونس     | مهاجم  | أحمد العكايشي                                            |
| 92    | الجزائر  | حارس   | رايس مبولحي                                              |
| 99    | تونس     | مهاجم  | فخر الدين بن يوسف                                        |

#### خرجوا للإعارة
ملاحظة: تشير الأعلام إلى المنتخب الوطني على النحو المحدد في قواعد الأهلية للفيفا. قد يحمل اللاعبون أكثر من جنسية واحدة غير تابعة للفيفا.
| الرقم | البلد    | المركز | اللاعب                                                       |
| ----- | -------- | ------ | ------------------------------------------------------------ |
| 4     | السعودية | مدافع  | Faisel Abu Bakr (في نادي الجيل حتى 30 يونيو 2019)            |
| 8     | السعودية | وسط    | أسامة الخلف (في نادي الحزم حتى 30 يونيو 2019)                |
| 13    | السعودية | مدافع  | Osama Al-Selim (في نادي الكوكب حتى 30 يونيو 2019)            |
| 17    | السعودية | مهاجم  | Nawaf Bo Amer (في نادي الخليج (السعودية) حتى 30 يونيو 2019)  |
| 18    | السعودية | وسط    | Fawaz Al-Trais (في نادي الخليج (السعودية) حتى 30 يونيو 2019) |

| الرقم | البلد    | المركز | اللاعب                                                        |
| ----- | -------- | ------ | ------------------------------------------------------------- |
| 20    | السعودية | وسط    | عبد العزيز رشيد مجرشي (في نادي الباطن حتى 30 يونيو 2019)      |
| 22    | السعودية | حارس   | عبد الله البحري (في نادي أبها حتى 30 يونيو 2019)              |
|       | السعودية | وسط    | Hassan Ghazwani (في نادي النهضة (السعودية) حتى 30 يونيو 2019) |
|       | السعودية | مهاجم  | محمد الصيعري (في نادي الحزم حتى 30 يونيو 2019)                |

## الانتقالات

### القادمون

#### الصيف
| رقم | مركز | اللاعب        | قادمًا من                 | المبلغ     | التاريخ       | المصدر |
| --- | ---- | ------------- | ------------------------ | ---------- | ------------- | ------ |
| 21  | CB   | رامون أرياس   | بنيارول                  | غير معلوم  | 19 يوليو 2018 | [ 7 ]  |
| 23  | AM   | برايان أليمان | جيمناسيا لابلاتا         | €1,300,000 | 25 يوليو 2018 | [ 8 ]  |
| 12  | LB   | Hussein Salem | نادي الهلال (السعودية)   | مجانًا      | 31 يوليو 2018 | [ 9 ]  |
| 25  | CB   | سعيد الربيعي  | النادي الأهلي (السعودية) | غير معلوم  | 31 يوليو 2018 | [ 10 ] |
| 80  | LM   | فارلي روزا    | نادي بانيتوليكوس         | مجانًا      | 9 أغسطس 2018  | [ 11 ] |

#### الشتاء
| رقم | مركز | اللاعب             | قادمًا من               | المبلغ    | تاريخ          | المصدر |
| --- | ---- | ------------------ | ---------------------- | --------- | -------------- | ------ |
| 90  | ST   | أحمد العكايشي      | النجم الرياضي الساحلي  | غير معلوم | 5 يناير 2019   | [ 12 ] |
|     | CB   | Ahmed Al Muhaimeed | نادي الترجي (السعودية) | غير معلوم | 4 فبراير 2019  | [ 13 ] |
|     | RB   | صالح القميزي       | نادي الشباب (السعودية) | مجانًا     | 19 فبراير 2019 | [ 14 ] |

### المُعارون القادمون

#### الصيف
| رقم | مركز | اللاعب          | مُعارًا من            | بداية         | نهاية         | المصدر |
| --- | ---- | --------------- | ------------------- | ------------- | ------------- | ------ |
| 19  | LM   | كريستيان خوانكا | نادي أتليتيكو كولون | 16 يونيو 2018 | 30 يونيو 2019 | [ 15 ] |

#### الشتاء
| رقم | مركز | اللاعب          | مُعارًا من               | بداية         | نهاية         | المصدر |
| --- | ---- | --------------- | ---------------------- | ------------- | ------------- | ------ |
| 17  | CB   | عبد الله الحافظ | نادي الهلال (السعودية) | 1 فبراير 2019 | 30 يونيو 2019 | [ 16 ] |

### المُغادرون

#### الصيف
| رقم | مركز | اللاعب              | انتقل إلى                | المبلغ    | التاريخ       | المصدر |
| --- | ---- | ------------------- | ------------------------ | --------- | ------------- | ------ |
| 28  | GK   | أحمد الكسار         | نادي الفيصلي (السعودية)  | مجانًا     | 29 مايو 2018  | [ 17 ] |
| 23  | LM   | ليبان عبدي          | مجانًا                    | استغناء   | 28 يونيو 2018 | [ 18 ] |
| 36  | CM   | خالد الحامضي        | نادي الخليج (السعودية)   | مجانًا     | 28 يونيو 2018 | [ 19 ] |
| 16  | ST   | يوسف السالم         | مجانًا                    | استغناء   | 4 يوليو 2018  | [ 20 ] |
| 20  | ST   | Jaber Al-Ziyadi     | نادي النجوم (السعودية)   | مجانًا     | 12 يوليو 2018 | [ 21 ] |
| 6   | DM   | يحيى عتين           | نادي الرائد              | مجانًا     | 18 يوليو 2018 | [ 22 ] |
| 4   | CB   | أحمد إبراهيم خلف    | النادي العربي (قطر)      | مجانًا     | 19 يوليو 2018 | [ 23 ] |
| 19  | ST   | مرعي المقعدي        | نادي الأنصار (لبنان)     | مجانًا     | 21 يوليو 2018 | [ 24 ] |
| 3   | LB   | عبد الإله بخاري     | نادي الكوكب              | مجانًا     | 23 يوليو 2018 | [ 25 ] |
| 12  | LB   | محمد الزبيدي (لاعب) | النادي الأهلي (السعودية) | غير معلوم | 31 يوليو 2018 | [ 26 ] |
| 12  | RB   | Ayman Masrahi       | مجانًا                    | استغناء   | 13 أغسطس 2018 | [ 27 ] |
| 14  | CM   | Lutfi Al-Rashidi    | مجانًا                    | استغناء   | 13 أغسطس 2018 | [ 28 ] |

### المُعارون المُغادرون

#### الصيف
| رقم | مركز | اللاعب          | مُعارًا إلى              | بداية         | نهاية         | المصدر |
| --- | ---- | --------------- | ---------------------- | ------------- | ------------- | ------ |
| 18  | RM   | Fawaz Al-Trais  | نادي الخليج (السعودية) | 2 يونيو 2018  | 30 يونيو 2019 | [ 29 ] |
|     | AM   | Hassan Ghazwani | نادي النهضة (السعودية) | 3 يونيو 2018  | 30 يونيو 2019 |        |
| 70  | ST   | محمد الصيعري    | نادي الحزم             | 12 يونيو 2018 | 30 يونيو 2019 | [ 30 ] |
| 17  | ST   | Nawaf Bo Amer   | نادي الخليج (السعودية) | 22 أغسطس 2018 | 30 يونيو 2019 | [ 31 ] |

#### الشتاء
| رقم | المركز | اللاعب                | مُعارًا إلى   | بداية         | نهاية         | المصدر |
| --- | ------ | --------------------- | ----------- | ------------- | ------------- | ------ |
| 20  | DM     | عبد العزيز رشيد مجرشي | نادي الباطن | 1 يناير 2019  | 30 يونيو 2019 | [ 32 ] |
| 4   | CB     | Faisal Abu Bakr       | نادي الجيل  | 7 يناير 2019  | 30 يونيو 2019 | [ 33 ] |
| 8   | DM     | أسامة الخلف           | نادي الحزم  | 7 يناير 2019  | 30 يونيو 2019 | [ 34 ] |
| 13  | LB     | Osama Al-Selim        | نادي الكوكب | 9 يناير 2019  | 30 يونيو 2019 | [ 35 ] |
| 22  | GK     | عبد الله البحري       | نادي أبها   | 19 يناير 2019 | 30 يونيو 2019 | [ 36 ] |

## مباريات ودية قبل الموسم
| مباراة ودية 17 يوليو 2018     | الاتفاق                                                                                   | 8–0   | AVS Sport | Maurik، هولندا |
| 18:00 توقيت وسط أوروبا الصيفي | 15' (ه.ذ.) · محمد الكويكبي 24' · كريستيان خوانكا 51'، 53'، 58'، 59' · حسن الحبيب 61'، 63' | تقرير |           |                |

| مباراة ودية 21 يوليو 2018     | الاتفاق             | 1–1   | شباب أياكس     | أمستردام، هولندا              |
| 11:00 توقيت وسط أوروبا الصيفي | كريستيان خوانكا 61' | تقرير | كاخ سيرويس 58' | الملعب: Sportpark De Toekomst |

| مباراة ودية 24 يوليو 2018     | الاتفاق                                | 2–0   | نادي بني ياس | تيل (هولندا)، هولندا     |
| 17:00 توقيت وسط أوروبا الصيفي | حسن الحبيب 25' · فخر الدين بن يوسف 76' | تقرير |              | الملعب: Sportpark De Lok |

| مباراة ودية 27 يوليو 2018     | الاتفاق                           | 2–2   | هيلموند سبورت                       | سومرين، هولندا                 |
| 10:40 توقيت وسط أوروبا الصيفي | برايان أليمان 38' · فيليب كيس 41' | تقرير | تيبو سوينان 25' · van Heugten 45+4' | الملعب: Sportpark de Heikampen |

| مباراة ودية 14 أغسطس 2018     | الاتفاق                                             | 3–2   | النادي الأهلي (البحرين) | الدمام، السعودية                  |
| 18:30 توقيت وسط أوروبا الصيفي | برايان أليمان 26' · رامون أرياس 49' · فيليب كيس 65' | تقرير | 45' · 90+1'             | الملعب: Abdullah Al Dabal Stadium |

| مباراة ودية 18 أغسطس 2018     | الاتفاق                                                                              | 5–0   | نادي الرفاع | الدمام، السعودية                  |
| 18:30 توقيت وسط أوروبا الصيفي | كريستيان خوانكا 8'، 41' (ركلة.) · فخر الدين بن يوسف 14'، 71' · عبد الرحمن العبود 67' | تقرير |             | الملعب: Abdullah Al Dabal Stadium |

| مباراة ودية 19 أغسطس 2018     | الاتفاق        | 1–1 | نادي النهضة (السعودية) | الدمام، السعودية                        |
| 18:30 توقيت وسط أوروبا الصيفي | حسن الحبيب 43' |     | Ghazwani 30'           | الملعب: Prince Fahad bin Salman Stadium |

## البطولات

### جميع البطولات
| البطولة                        | بداية الجولة                   | المركز الحالي | المركز النهائي                 | أول مباراة    | آخر مباراة   |
| ------------------------------ | ------------------------------ | ------------- | ------------------------------ | ------------- | ------------ |
| دوري المحترفين السعودي 2018–19 | —                              | —             | 11                             | 30 أغسطس 2018 | 16 مايو 2019 |
| كأس خادم الحرمين الشريفين 2019 | كأس خادم الحرمين الشريفين 2019 | —             | كأس خادم الحرمين الشريفين 2019 | 5 يناير 2019  | 1 أبريل 2019 |

آخر تحديث: 16 مايو 2019

### دوري المحترفين

#### ترتيب الدوري
| م  | الفريق  | لعب | ف | ت  | خ  | أ.له | أ.ع | أ.ف | نقاط | التأهل أو الهبوط   |
| -- | ------- | --- | - | -- | -- | ---- | --- | --- | ---- | ------------------ |
| 9  | الفتح   | 30  | 8 | 11 | 11 | 32   | 45  | −13 | 35   |                    |
| 10 | الاتحاد | 30  | 9 | 7  | 14 | 44   | 45  | −1  | 34   |                    |
| 11 | الاتفاق | 30  | 8 | 9  | 13 | 40   | 55  | −15 | 33   |                    |
| 12 | الفيحاء | 30  | 9 | 5  | 16 | 36   | 52  | −16 | 32   |                    |
| 13 | الحزم   | 30  | 7 | 10 | 13 | 33   | 50  | −17 | 31   | مباراة ملحق الهبوط |

1. مجموع النقاط ; 2. أعلى فارق أهداف في كامل البطولة (ما له من أهداف ناقص ما عليه).
3. الفريق الأكثر تسجيلاً للأهداف في كامل البطولة. 4. الفريق الأعلى تصنيفاً في بطولة الموسم الماضي.

في حال تعادل فريقين أو أكثر بالنقاط في جميع البطولات المحلية يتم تحديد المركز النهائية في نهاية البطولة وفقاً للترتيب التنازلي:

1.أعلى عدد من النقاط في مبارة أو مباريات الفريقين أو الفرق المتعادلة فيما بينها;
 2. أعلى فارق أهداف (ما له من أهداف ناقص ما عليه) في مبارة أو مباريات الفريقين أو الفرق
المتعادلة فيما بينها (دون احتساب أفضلية التسجيل خارج الأرض);

3. الفريق الأكثر تسجيلاً للأهداف في مباراة أو مباريات الفريقين أو الفرق المتعادلة فيما بينها (دون احتساب أفضلية التسجيل خارج الأرض);
 4. في حال استمرار التعادل بين فريقين أو أكثر من الفرق المتعادلة بعد تطبيق الفقرات من 1 إلى 3 يتم إعادة تطبيق الفقرات من 1 إلى 3 من هذه المادة مرة أخرى فقط على مباريات الفريقين أو الفرق المتساوية.

5.أعلى فارق أهداف في كامل البطولة (ما له من أهداف ناقص ما عليه);
 6.الفريق الأكثر تسجيلاً للأهداف في كامل البطولة;
 7.إذا كانت الفرق المتعادلة فريقان وكانا سوياً على أرض الملعب في المباراة الأخيرة يتم لعب
شوطين إضافيين كمبارة جديدة (دون احتساب أفضلية التسجيل خارج الأرض) وفي حال التعادل في الأشواط الإضافية يتم لعب ضربات ترجيح.
 8.الأقل حصولاً على مجموع النقاط جراء حصول لاعبيه على البطاقات الصفراء والحمراء في مباريات البطولة. (بحيث يتم احتساب البطاقة الحمراء بثلاث نقاط والصفراء بنقطة واحدة).

#### النتائج مُختصرة
| شامل | شامل | شامل | شامل | شامل | شامل | شامل | شامل | على أرضه | على أرضه | على أرضه | على أرضه | على أرضه | على أرضه | خارج أرضه | خارج أرضه | خارج أرضه | خارج أرضه | خارج أرضه | خارج أرضه |
| لعب  | ف    | ت    | خ    | أ.ل  | أ.ع  | ف.أ  | ن    | ف        | ت        | خ        | أ.ل      | أ.ع      | ف.أ      | ف         | ت         | خ         | أ.ل       | أ.ع       | ف.أ       |
| ---- | ---- | ---- | ---- | ---- | ---- | ---- | ---- | -------- | -------- | -------- | -------- | -------- | -------- | --------- | --------- | --------- | --------- | --------- | --------- |
| 30   | 8    | 9    | 13   | 40   | 55   | −15  | 33   | 7        | 4        | 4        | 27       | 20       | +7       | 1         | 5         | 9         | 13        | 35        | −22       |

آخر تحديث: 16 مايو 2019.

مصدر: Competitive matches

#### النتائج حسب الجولة
| الجولة  | 1                       | 2 | 3 | 4 | 5                       | 6 | 7 | 8                      | 9 | 10 | 11                      | 12                                 | 13 | 14                           | 15 | 16               | 17                                    | 18                                       | 19                     | 20 | 21                                    | 22                                    | 23                      | 24 | 25 | 26                    | 27 | 28                            | 29 | 30                            |
| ------- | ----------------------- | - | - | - | ----------------------- | - | - | ---------------------- | - | -- | ----------------------- | ---------------------------------- | -- | ---------------------------- | -- | ---------------- | ------------------------------------- | ---------------------------------------- | ---------------------- | -- | ------------------------------------- | ------------------------------------- | ----------------------- | -- | -- | --------------------- | -- | ----------------------------- | -- | ----------------------------- |
| الملعب  | ملعب الأمير محمد بن فهد | H | H | H | ملعب الأمير فيصل بن فهد | H | H | مدينة المجمعة الرياضية | H | H  | ملعب الأمير فيصل بن فهد | مدينة الأمير سعود بن جلوي الرياضية | H  | ملعب الأمير عبد الله بن جلوي | H  | ملعب نادي الباطن | مدينة الملك عبد الله الرياضية (بريدة) | مدينة الأمير محمد بن عبد العزيز الرياضية | مدينة المجمعة الرياضية | H  | مدينة الملك عبد الله الرياضية (بريدة) | مدينة الملك عبد الله الرياضية (بريدة) | ملعب الأمير فيصل بن فهد | H  | H  | ملعب الملك عبد العزيز | H  | مدينة الملك عبد الله الرياضية | H  | مدينة الملك عبد الله الرياضية |
| النتيجة | D                       | W | W | D | L                       | W | W | L                      | L | L  | D                       | L                                  | W  | D                            | W  | D                | W                                     | L                                        | D                      | L  | D                                     | L                                     | L                       | D  | W  | L                     | D  | L                             | L  | L                             |
| المركز  | 6                       | 6 | 3 | 4 | 6                       | 5 | 5 | 6                      | 6 | 7  | 7                       | 9                                  | 7  | 9                            | 8  | 8                | 7                                     | 7                                        | 7                      | 9  | 9                                     | 9                                     | 9                       | 9  | 9  | 9                     | 9  | 10                            | 11 | 11                            |

#### المباريات
التوقيت حسب, ت ع م+03:00 (ت ع م+03:00).
  Win
  Draw
  Loss
  Postponed
| 1 30 أغسطس 2018 | الاتفاق | 1–1   | نادي الرائد                               | الدمام                                                                                       |
| 18:40           | محمد الكويكبي 4' · عبد الرحمن العبود 18' · سعيد الربيعي 35' · حسين السيد (لاعب كرة قدم) 64' · عبد العزيز رشيد مجرشي 76' | تقرير | عبد الله الفهد 12' · صالح خالد الشهري 89' | الملعب: ملعب الأمير محمد بن فهد الحضور: 2,345 الحكم: سيمون لي إيفانز (اتحاد ويلز لكرة القدم) |

| 2 13 سبتمبر 2018 | الاتفاق | 3–2   | نادي الباطن                                                              | الدمام                                                                                             |
| 18:25            | كريستيان خوانكا 43' · أحمد الحبيب 45+2' · حسين السيد (لاعب كرة قدم) 47' · عمر السنين 53' · حسن الحبيب 68' · فخر الدين بن يوسف 81' | تقرير | ماجد كنبه 59' · عزيز بوحدوز 74' · ميسايل رياسكوس 79' · حسن شراحيلي 90+4' | الملعب: ملعب الأمير محمد بن فهد الحضور: 1,876 الحكم: مارك كلاتنبورغ (الاتحاد الإنجليزي لكرة القدم) |

| 3 21 سبتمبر 2018 | الاتفاق | 3–0   | نادي الفيحاء                                                                                               | الدمام                                                                                                |
| 18:15            | كريستيان خوانكا 33'، 90+5'، 90+7' · فيليب كيس 51' · فخر الدين بن يوسف 56' · رامون أرياس 58' · حسين السيد (لاعب كرة قدم) 85' · برايان أليمان 90+2' · علي هزازي 90+4' | تقرير | سامي الخيبري 31' 61' · عبد الله كنو 36' · جون خايرو رويز 44' · توفيق بو حيمد 64' 90+3' · روني فرنانديز 68' | الملعب: ملعب الأمير محمد بن فهد الحضور: 3,123 الحكم: بافل كرالوفيتس (اتحاد جمهورية التشيك لكرة القدم) |

| 4 27 سبتمبر 2018 | الاتفاق                          | 0–0   | نادي أحد | الدمام                                                                                            |
| 18:10            | سعيد الربيعي 67' · Al-Sobeai 71' | تقرير |          | الملعب: ملعب الأمير محمد بن فهد الحضور: 4,200 الحكم: رافشان إيرماتوف (اتحاد أوزبكستان لكرة القدم) |

| 6 20 أكتوبر 2018 | الاتفاق | 6–2   | النادي الأهلي (السعودية)                                                    | الدمام                                                                   |
| 17:50            | سعيد الربيعي 8', 28' · أسامة الخلف 32' · كريستيان خوانكا 44' · حسين السيد (لاعب كرة قدم) 45+1', 51' · برايان أليمان 63' · محمد الكويكبي 67' · حسن الحبيب 79' | تقرير | جوزيف دي سوزا 45+5' · حسين المقهوي 55' · سعيد المولد 59' · دجانيني 62', 85' | الملعب: ملعب الأمير محمد بن فهد الحكم: بول جيل (اتحاد بولندا لكرة القدم) |

| 7 25 أكتوبر 2018 | الاتفاق                                                                                      | 1–0   | نادي الحزم       | الدمام                                                                                         |
| 17:40            | أحمد الحبيب 36' · محمد الكويكبي 45+3', 54' · فيليب كيس 76' · حسين السيد (لاعب كرة قدم) 90+3' | تقرير | مجاهد المنيع 74' | الملعب: ملعب الأمير محمد بن فهد الحكم: تياغو مارتينز (حكم كرة قدم) (اتحاد البرتغال لكرة القدم) |

| 8 1 نوفمبر 2018 | نادي الفيصلي (السعودية)                                                                                                   | 5–1   | الاتفاق                                                  | المجمعة                                                                            |
| 18:00           | دييغو كالديرون 18' · روجيريو كوتينيو 60'، 90+2' · أنتي بوليتش 75' · حمدان الشمراني 79' · لويس غوستافو مرليري دا سيلفا 90' | تقرير | سعيد الربيعي 59' · برايان أليمان 81' · محمد الكويكبي 90' | الملعب: مدينة المجمعة الرياضية الحكم: سفاين أودفار موين (اتحاد النرويج لكرة القدم) |

| 5 6 نوفمبر 2018 | نادي الهلال (السعودية)                                           | 4–1   | الاتفاق                                | الرياض                                                                                        |
| 17:55           | سالم الدوسري 16' · أندريه كاريو 45+1' · بافيتيمبي غوميز 55'، 70' | تقرير | سعيد الربيعي 38' · كريستيان خوانكا 68' | الملعب: ملعب الأمير فيصل بن فهد الحضور: 10,112 الحكم: ميلوراد ماجيتش (اتحاد صربيا لكرة القدم) |

| 9 11 نوفمبر 2018 | الاتفاق                                                                   | 1–2   | نادي النصر (السعودية)                                                         | الدمام                                                                                          |
| 20:15            | عمر السنين 24' · علي هزازي 53' · سعيد الربيعي 82' · فخر الدين بن يوسف 89' | تقرير | برونو أوفيني 31' · جوليانو دي باولا 32' · نور الدين أمرابط 68' · عوض خميس 85' | الملعب: ملعب الأمير محمد بن فهد الحضور: 12,284 الحكم: دامير سكومينا (اتحاد سلوفينيا لكرة القدم) |

| 10 24 نوفمبر 2018 | الاتفاق                                                               | 2–4   | نادي التعاون (السعودية)                                                               | محافظة الخبر                                                                                                 |
| 17:30             | حسين السيد (لاعب كرة قدم) 11' · محمد الكويكبي 17' · علي هزازي 37' 53' | تقرير | لياندر تاومبا 30' (72)، pen.', 53' · هيلدون راموس 49' (ركلة.) · سيدريك أميسي 52', 76' | الملعب: مدينة الأمير سعود بن جلوي الرياضية الحضور: 1,273 الحكم: Tomasz Kwiatkowski (اتحاد بولندا لكرة القدم) |

| 11 29 نوفمبر 2018 | نادي الشباب (السعودية)                                                                                                  | 2–2   | الاتفاق                              | الرياض                                                                                |
| 17:45             | كونستانتين بوديسكو 36' · تركي العمار 45' · خالد كعبي 64', 80' · عبد المجيد الصليهم 76' · ويرغيتون دي روزاريو كالمون 79' | تقرير | كريستيان خوانكا 31' · حسن الحبيب 42' | الملعب: ملعب الأمير فيصل بن فهد الحكم: كيفن بلوم (الاتحاد الملكي الهولندي لكرة القدم) |

| 12 6 ديسمبر 2018 | نادي القادسية (السعودية)                                                               | 2–0   | الاتفاق                                             | محافظة الخبر                                                                                          |
| 17:25            | أحمد الزين (لاعب كرة قدم) 29' · هارون كمارا 83' · جاك دونكان 90+4' · إلتون خوزيه 90+5' | تقرير | سعد آل خيري 32' · رامون أرياس 77' · رايس مبولحي 86' | الملعب: مدينة الأمير سعود بن جلوي الرياضية الحضور: 3,094 الحكم: فيكتور كاساي (اتحاد المجر لكرة القدم) |

| 13 13 ديسمبر 2018 | الاتفاق                                      | 2–1   | نادي الوحدة (السعودية)       | الدمام                                                                                             |
| 17:30             | كريستيان خوانكا 49'، 74' · هزاع الهزاع 90+5' | تقرير | ماركوس جويلهيرمي 41' (ركلة.) | الملعب: ملعب الأمير محمد بن فهد الحضور: 2,485 الحكم: مارك كلاتنبورغ (الاتحاد الإنجليزي لكرة القدم) |

| 14 21 ديسمبر 2018 | نادي الفتح (السعودية)   | 0–0   | الاتفاق                                                | الأحساء (مدينة)                                                                                   |
| 17:30             | عبد القادر الوسلاتي 66' | تقرير | هزاع الهزاع 87' · حسن الحبيب 90+2' · رامون أرياس 90+3' | الملعب: ملعب الأمير عبد الله بن جلوي الحضور: 3,146 الحكم: Hugo Miguel (اتحاد البرتغال لكرة القدم) |

| 15 29 ديسمبر 2018 | الاتفاق                                                                            | 1–0   | نادي الاتحاد (السعودية)              | الدمام                                                                         |
| 17:35             | علي هزازي 24' · محمد الكويكبي 26' · حسين السيد (لاعب كرة قدم) 64' · عمر السنين 77' | تقرير | Al-Jadaani 80' 90' · عمار الدحيم 86' | الملعب: ملعب الأمير محمد بن فهد الحكم: ميلوراد ماجيتش (اتحاد صربيا لكرة القدم) |

| 16 11 يناير 2019 | نادي الباطن                                                                             | 0–0   | الاتفاق                                                                                         | حفر الباطن                                                                                     |
| 15:30            | أندريس باراكا 31' · متعب الحماد 81' · سلطان مسرحي 86' · جوناثان بينيتيز دي كونسيساو 88' | تقرير | علي الخيبري 18' · فيليب كيس 45+2' · فخر الدين بن يوسف 47' · برايان أليمان 76' · رايس مبولحي 83' | الملعب: ملعب نادي الباطن الحضور: 1,436 الحكم: بافل كرالوفيتس (اتحاد جمهورية التشيك لكرة القدم) |

| 17 29 يناير 2019 | نادي الرائد                                           | 1–2   | الاتفاق | بريدة |
| 18:25            | مازن أبو شرارة 90' · محمد العمري (لاعب كرة قدم) 90+2' | تقرير | كريستيان خوانكا 9'، 45+1' · سعيد الربيعي 24' · رامون أرياس 50' · حسين السيد (لاعب كرة قدم) 54' · عبد الرحمن العبود 90' | الملعب: مدينة الملك عبد الله الرياضية (بريدة) الحضور: 1,625 الحكم: سيمون لي إيفانز (اتحاد ويلز لكرة القدم) |

| 18 3 فبراير 2019 | نادي أحد                                                                    | 2–1   | الاتفاق                                                                    | المدينة المنورة                                                                        |
| 20:15            | محمد فوزير 20', 67' · محمد مجرشي 35' · كارل مجاني 45+1' · تامر حاج محمد 53' | تقرير | رامون أرياس 38' · عمر السنين 41' · أحمد العكايشي 51' · برايان أليمان 90+4' | الملعب: مدينة الأمير محمد بن عبد العزيز الرياضية الحضور: 2,011 الحكم: Turki Al-Khudair |

| 19 8 فبراير 2019 | نادي الفيحاء                                             | 1–1   | الاتفاق                            | المجمعة                                                                                     |
| 15:45            | فيليب كيس 49' (ه.ذ.) · نواف الصبحي 55' · رامي بدوي 90+2' | تقرير | هزاع الهزاع 29' · سعيد الربيعي 48' | الملعب: مدينة المجمعة الرياضية الحضور: 1,315 الحكم: سيمون لي إيفانز (اتحاد ويلز لكرة القدم) |

| 20 13 فبراير 2019 | الاتفاق | 3–4   | نادي الفيصلي (السعودية)                                                                             | الدمام                                                                                           |
| 18:10             | فيليب كيس 5' · كريستيان خوانكا 20'، 32' · سعيد الربيعي 45+1' · محمد الكويكبي 74' · عمر السنين 90+4' · حسن الحبيب 90+6' | تقرير | فهد الأنصاري 45+2'، 90+5' · دينيلسون بيريرا جونيور 87' (ركلة.) · لويس غوستافو مرليري دا سيلفا 90+9' | الملعب: ملعب الأمير محمد بن فهد الحضور: 1,968 الحكم: بارتوش فرانكوفسكي (اتحاد بولندا لكرة القدم) |

| 21 21 فبراير 2019 | نادي الحزم                                          | 1–1   | الاتفاق                                                                              | الرس (محافظة)                                                                             |
| 18:40             | محمد الصيعري 23' · فاغنر إيروني دابونتي 67' (ركلة.) | تقرير | حسين السيد (لاعب كرة قدم) 42' · محمد الكويكبي 65' · كريستيان خوانكا 70' (ركلة.), 79' | الملعب: ملعب نادي الحزم الحضور: 1,572 الحكم: رافشان إيرماتوف (اتحاد أوزبكستان لكرة القدم) |

| 22 28 فبراير 2019 | نادي التعاون (السعودية)                                      | 4–1   | الاتفاق                             | بريدة |
| 16:00             | عبد الفتاح آدم 6' · لياندر تاومبا 37' (ركلة.)، 50'، 79', 59' | تقرير | رايس مبولحي 35' · أحمد العكايشي 57' | الملعب: مدينة الملك عبد الله الرياضية (بريدة) الحضور: 2,557 الحكم: بافل كرالوفيتس (اتحاد جمهورية التشيك لكرة القدم) |

| 23 8 مارس 2019 | نادي النصر (السعودية)                                 | 3–2   | الاتفاق | الرياض                                                                                     |
| 18:40          | فهد الجميعة 62', 89' · عبد الرزاق حمد الله 70'، 90+8' | تقرير | برايان أليمان 24' 45+5' · رامون أرياس 27', 90+13' · محمد الكويكبي 46' · فيليب كيس 56', 90+15' · عبد الرحمن العبود 72' · حسين السيد (لاعب كرة قدم) 90+11' | الملعب: ملعب الملك فهد الدولي الحضور: 5,843 الحكم: Tomasz Musiał (اتحاد بولندا لكرة القدم) |

| 24 15 مارس 2019 | الاتفاق                                                             | 1–1   | نادي الشباب (السعودية)                     | الدمام                                                                                          |
| 20:00           | إبراهيم محنشي 45+4' · أحمد الحبيب 46' · Salem 88' · فيليب كيس 90+5' | تقرير | بوباكار تراوالي 23' · عبد الملك الشمري 52' | الملعب: ملعب الأمير محمد بن فهد الحضور: 3,613 الحكم: سيمون مارتشينياك (اتحاد بولندا لكرة القدم) |

| 25 28 مارس 2019 | الاتفاق | 3–2   | نادي القادسية (السعودية)                                                             | الدمام                                                                                         |
| 20:30           | حسين السيد (لاعب كرة قدم) 13' · عمر السنين 23' · برايان أليمان 45+4' · هزاع الهزاع 86' · أحمد العكايشي 90', 90+1' · عبد الرحمن العبود 90+4' | تقرير | بيسمارك فيريرا 24' (ركلة.) · جورجي سانتوس سيلفا 45' · إلتون خوزيه 83' (ركلة.), 90+3' | الملعب: ملعب الأمير محمد بن فهد الحضور: 3,442 الحكم: دامير سكومينا (اتحاد سلوفينيا لكرة القدم) |

| 26 6 أبريل 2019 | نادي الوحدة (السعودية)                                                                                            | 3–1   | الاتفاق                                                         | مكة                                                                                           |
| 20:45           | ريناتو شافيز 16' · أحمد عبده جابر 45+3' · عصام الجبالي 69' · ساري عمرو 83' · كابونغو كاسونغو (لاعب كرة قدم) 90+3' | تقرير | برايان أليمان 19' · إبراهيم محنشي 45+1' · عبد الرحمن العبود 77' | الملعب: ملعب الملك عبد العزيز الحضور: 940 الحكم: سفاين أودفار موين (اتحاد النرويج لكرة القدم) |

| 27 11 أبريل 2019 | الاتفاق                                  | 0–0   | نادي الفتح (السعودية)             | الدمام |
| 18:40            | عبد الرحمن العبود 46' · سعيد الربيعي 71' | تقرير | محمد نعماني 43' · علي الزقعان 81' | الملعب: ملعب الأمير محمد بن فهد الحضور: 1,900 الحكم: سردار غوزوبويوك (الاتحاد الملكي الهولندي لكرة القدم) |

| 28 18 أبريل 2019 | نادي الاتحاد (السعودية)    | 2–0   | الاتفاق                       | جدة |
| 20:45            | عبد العزيز البيشي 31'، 38' | تقرير | فيليب كيس 64' · Salem 65' 88' | الملعب: مدينة الملك عبد الله الرياضية الحضور: 26,840 الحكم: سيمون مارتشينياك (اتحاد بولندا لكرة القدم) |

| 29 11 مايو 2019 | الاتفاق                                                                                        | 0–1   | نادي الهلال (السعودية)                                                                             | الدمام                                                                                          |
| 22:30           | سعيد الربيعي 18' · أحمد الحبيب 27' · حسن الحبيب 72' · عبد الرحمن العبود 74' · محمد الحايطي 88' | تقرير | كارلوس إدواردو دي أوليفيرا ألفيس 51' · هتان باهبري 59' · ألبرتو بوتيا 62' · سيباستيان جيوفينكو 78' | الملعب: ملعب الأمير محمد بن فهد الحضور: 10,365 الحكم: دامير سكومينا (اتحاد سلوفينيا لكرة القدم) |

| 30 16 مايو 2019 | النادي الأهلي (السعودية)                                             | 5–0   | الاتفاق                                               | جدة                                                                                |
| 22:30           | دجانيني 38'، 50'، 84' (ركلة.) · عمر السومة 65' · عبد الرحمن غريب 89' | تقرير | حسن الحبيب 42' · رامون أرياس 45+1' · سعيد الربيعي 59' | الملعب: مدينة الملك عبد الله الرياضية الحكم: فيكتور كاساي (اتحاد المجر لكرة القدم) |

### كأس الملك
التوقيت حسب, ت ع م+03:00 (ت ع م+03:00).
| كأس خادم الحرمين الشريفين 2019 5 يناير 2019 | الاتفاق                                                     | 3–0   | نادي الدرعية                     | الدمام                                                    |
| 15:00                                       | عبد الرحمن العبود 48' · سعد السلولي 53' · هزاع الهزاع 90+2' | تقرير | Al-Dossari 23' · بندر البيشي 50' | الملعب: ملعب الأمير محمد بن فهد الحكم: Shukri Al-Hanfoush |

| كأس خادم الحرمين الشريفين 2019 18 يناير 2019 | الاتفاق | 9–1   | Al-Amjad                                                             | الدمام                                                    |
| 15:10                                        | هزاع الهزاع 4' (ركلة.)، 66'، 86' · Dahl 43' (ه.ذ.) · أحمد العكايشي 56'، 64' · كريستيان خوانكا 75'، 83' · حسين السيد (لاعب كرة قدم) 80' | تقرير | Al-Khedewi 10' · Hakami 76' · Faraji 79' · Shamhani 84' · Dahl 90+1' | الملعب: ملعب الأمير محمد بن فهد الحكم: Mohammed Al-Hoaish |

| كأس خادم الحرمين الشريفين 2019 23 يناير 2019 | نادي القيصومة                     | 1–4   | الاتفاق                                                                                  | حفر الباطن                                         |
| 15:30                                        | Sherifi 40' · غبولاهان سالامي 55' | تقرير | محمد الكويكبي 8', 15' · فخر الدين بن يوسف 10'، 72' · برايان أليمان 44' · هزاع الهزاع 61' | الملعب: ملعب نادي الباطن الحكم: Mohammed Al-Hoaish |

| كأس خادم الحرمين الشريفين 2019 1 أبريل 2019 | الاتفاق | 2–3 (و.إ) | نادي الهلال (السعودية)                                                                                                  | الدمام                                                                          |
| 18:35                                       | محمد الكويكبي 28' (ركلة.) · رامون أرياس 64' · عبد الرحمن العبود 75' · كريستيان خوانكا 87', 112' · أحمد العكايشي 90+1' · عمر السنين 100' | تقرير     | محمد كنو 32' · عبد الملك الخيبري 38' · محمد الشلهوب 65' · محمد جحفلي 90+5' · أندريه كاريو 105' · عبد الرحمن اليامي 117' | الملعب: ملعب الأمير محمد بن فهد الحكم: ماثيو كونجر (اتحاد نيوزيلندا لكرة القدم) |

## الإحصائيات

### المشاركات
حتى 16 مايو 2019.
| 3                    | DF | السعودية   | Ahmed Al Muhaimeed        | 0  | 0  | 0    | 0  | 0   | 0 |
| 6                    | MF | السعودية   | حامد الغامدي              | 3  | 0  | 0+3  | 0  | 0   | 0 |
| 7                    | MF | السعودية   | محمد الكويكبي             | 27 | 8  | 24+1 | 6  | 2   | 2 |
| 9                    | FW | السعودية   | هزاع الهزاع               | 19 | 7  | 6+9  | 2  | 3+1 | 5 |
| 10                   | MF | السعودية   | حسن الحبيب                | 20 | 3  | 7+11 | 3  | 1+1 | 0 |
| 11                   | MF | السعودية   | علي هزازي                 | 26 | 0  | 25   | 0  | 1   | 0 |
| 12                   | DF | السعودية   | Hussein Salem             | 6  | 0  | 4+1  | 0  | 0+1 | 0 |
| 14                   | MF | سلوفاكيا   | فيليب كيس                 | 26 | 1  | 21+1 | 1  | 4   | 0 |
| 17                   | DF | السعودية   | عبد الله الحافظ           | 9  | 0  | 8+1  | 0  | 0   | 0 |
| 19                   | MF | الأرجنتين  | كريستيان خوانكا           | 32 | 17 | 29   | 14 | 0+3 | 3 |
| 21                   | DF | الأوروغواي | رامون أرياس               | 29 | 1  | 25+1 | 1  | 3   | 0 |
| 23                   | MF | الأوروغواي | برايان أليمان             | 28 | 4  | 25   | 4  | 2+1 | 0 |
| 24                   | MF | السعودية   | عبد الرحمن العبود         | 26 | 1  | 9+13 | 0  | 3+1 | 1 |
| 25                   | DF | السعودية   | سعيد الربيعي              | 19 | 2  | 16+2 | 2  | 1   | 0 |
| 29                   | MF | السعودية   | Mohammed Al-Subaie        | 5  | 0  | 2+2  | 0  | 0+1 | 0 |
| 30                   | GK | السعودية   | عبد الله الصالح           | 10 | 0  | 6+1  | 0  | 3   | 0 |
| 32                   | DF | السعودية   | صالح القميزي              | 3  | 0  | 2+1  | 0  | 0   | 0 |
| 33                   | DF | مصر        | حسين السيد (لاعب كرة قدم) | 26 | 3  | 22   | 2  | 4   | 1 |
| 34                   | DF | السعودية   | علي الخيبري               | 8  | 0  | 6+1  | 0  | 1   | 0 |
| 35                   | GK | السعودية   | محمد الحايطي              | 2  | 0  | 1+1  | 0  | 0   | 0 |
| 40                   | MF | السعودية   | إبراهيم محنشي             | 14 | 1  | 7+5  | 1  | 1+1 | 0 |
| 47                   | MF | السعودية   | Ahmed Al-Dohaim           | 0  | 0  | 0    | 0  | 0   | 0 |
| 50                   | DF | السعودية   | سعد آل خيري               | 4  | 0  | 3    | 0  | 1   | 0 |
| 60                   | GK | السعودية   | Abdulkareem Al-Jayaan     | 0  | 0  | 0    | 0  | 0   | 0 |
| 66                   | MF | السعودية   | Abdulaziz Al-Dawsari      | 1  | 0  | 0    | 0  | 0+1 | 0 |
| 70                   | DF | السعودية   | عمر السنين                | 22 | 0  | 18+1 | 0  | 3   | 0 |
| 72                   | DF | السعودية   | Khalifah Al-Masrahi       | 2  | 0  | 2    | 0  | 0   | 0 |
| 77                   | DF | السعودية   | أحمد الحبيب               | 16 | 0  | 9+3  | 0  | 3+1 | 0 |
| 80                   | MF | البرازيل   | فارلي روزا                | 8  | 0  | 1+7  | 0  | 0   | 0 |
| 88                   | MF | السعودية   | سعد السلولي               | 5  | 1  | 0+3  | 0  | 2   | 1 |
| 90                   | FW | تونس       | أحمد العكايشي             | 17 | 5  | 9+5  | 3  | 3   | 2 |
| 92                   | GK | الجزائر    | رايس مبولحي               | 23 | 0  | 22   | 0  | 1   | 0 |
| 99                   | FW | تونس       | فخر الدين بن يوسف         | 21 | 3  | 14+5 | 1  | 2   | 2 |
| لاعبين خرجوا للإعارة |    |            |                           |    |    |      |    |     |   |
| 8                    | MF | السعودية   | أسامة الخلف               | 8  | 0  | 4+3  | 0  | 0+1 | 0 |
| 13                   | DF | السعودية   | Osama Al-Selim            | 0  | 0  | 0    | 0  | 0   | 0 |
| 20                   | MF | السعودية   | عبد العزيز رشيد مجرشي     | 3  | 0  | 2+1  | 0  | 0   | 0 |
| 22                   | GK | السعودية   | عبد الله البحري           | 1  | 0  | 1    | 0  | 0   | 0 |

### ترتيب الهدافين
| التصنيف  | رقم      | المركز   | الجنسية    | الاسم                     | الدوري | كأس الملك | المجموع |
| -------- | -------- | -------- | ---------- | ------------------------- | ------ | --------- | ------- |
| 1        | 19       | وسط      | الأرجنتين  | كريستيان خوانكا           | 14     | 3         | 17      |
| 2        | 7        | وسط      | السعودية   | محمد الكويكبي             | 6      | 2         | 8       |
| 3        | 9        | مهاجم    | السعودية   | هزاع الهزاع               | 2      | 5         | 7       |
| 4        | 90       | مهاجم    | تونس       | أحمد العكايشي             | 3      | 2         | 5       |
| 5        | 23       | وسط      | الأوروغواي | برايان أليمان             | 4      | 0         | 4       |
| 6        | 10       | وسط      | السعودية   | حسن الحبيب                | 3      | 0         | 3       |
| 6        | 33       | مدافع    | مصر        | حسين السيد (لاعب كرة قدم) | 2      | 1         | 3       |
| 6        | 99       | مهاجم    | تونس       | فخر الدين بن يوسف         | 1      | 2         | 3       |
| 9        | 25       | مدافع    | السعودية   | سعيد الربيعي              | 2      | 0         | 2       |
| 10       | 14       | وسط      | سلوفاكيا   | فيليب كيس                 | 1      | 0         | 1       |
| 10       | 21       | مدافع    | الأوروغواي | رامون أرياس               | 1      | 0         | 1       |
| 10       | 24       | وسط      | السعودية   | عبد الرحمن العبود         | 0      | 1         | 1       |
| 10       | 40       | وسط      | السعودية   | إبراهيم محنشي             | 1      | 0         | 1       |
| 10       | 88       | وسط      | السعودية   | سعد السلولي               | 0      | 1         | 1       |
| في مرماه | في مرماه | في مرماه | في مرماه   | في مرماه                  | 0      | 1         | 1       |
| المجموع  | المجموع  | المجموع  | المجموع    | المجموع                   | 40     | 18        | 58      |

آخر تحديث: 6 أبريل 2019

### كلين شيت
| التصنيف | الرقم   | المركز  | الجنسية  | الاسم           | الدوري | كأس الملك | المجموع |
| ------- | ------- | ------- | -------- | --------------- | ------ | --------- | ------- |
| 1       | 92      | حارس    | الجزائر  | رايس مبولحي     | 6      | 0         | 6       |
| 2       | 30      | حارس    | السعودية | عبد الله الصالح | 1      | 1         | 2       |
| المجموع | المجموع | المجموع | المجموع  | المجموع         | 7      | 1         | 8       |

اخر تحديث: 11 أبريل 2019